# Metropolitan Museum of Art
The Metropolitan Museum of Art (Metropolitalne Muzeum Sztuki) – największe amerykańskie muzeum, znajdujące się w Nowym Jorku, na wschodnim skraju Central Parku, przy Piątej Alei. Zostało założone w 1870, a w 1880 przeniesione do nowej siedziby. Budynek muzeum znajduje się w rejestrze National Historic Landmark i National Register of Historic Places.
Dzięki legatom i darowiznom organizacji oraz osób prywatnych muzeum, które nieustannie się rozbudowuje, ma unikatową kolekcję malarstwa, rzeźby, dzieł sztuki zdobniczej ze wszystkich epok z całego świata.
Zbiory podzielone są na działy tematyczne, obejmujące m.in. dzieje sztuki światowej: malarstwa, sztuki użytkowej, militariów, instrumentów muzycznych, ubiorów, fotografii.
Bogate zbiory malarstwa obejmują dzieła najsłynniejszych światowych twórców. Siedemnastowieczna sztuka holenderska reprezentowana jest przez prace: Halsa, Rembrandta i Vermeera.
Malarstwo włoskie sławią obrazy Giotta, Botticellego, Rafaela, Bronzina, Veronese.
Muzeum ma także dużą kolekcję dziewiętnastowiecznego malarstwa francuskiego, między innymi dzieła Corota, Courbeta, Cézanne’a, Maneta, Moneta, Renoira, Gauguina, van Gogha, Seurata.
Najważniejsze polonika w kolekcji muzeum to kamea z popiersiem królowej Bony Sforzy autorstwa Jacopo Caraglio, tak zwany kobierzec Czartoryskich z herbem Myszkowskich wykonany w połowie XVII wieku w warsztacie perskim, oraz marmurowa statua Perseusza z głową Meduzy autorstwa Antonia Canovy, wykonana dla Walerii Tarnowskiej do pałacu w Dzikowie.